# Suruç
Suruç o Saruç (anteriorment transcrit com Saruj o Sarudj de l'àrab surūj سروج que vol dir "sella de muntar", en ortografia turca moderna escrit Suruç, abans pronunciat com a Sıruğ; siríac: ܣܪܘܓ, Sĕrûḡ; nom clàssic Batnan o Batnae, en siríac ܒܛܢܢ, Baṭnān, en grec Βατναι, Batnai i en llatí Batnae) és una ciutat i un districte rural de la província de Şanlıurfa a Turquia, a la plana propera a la frontera de Síria, en l'antic Diyar Mudar, situada a 46 km de la ciutat de Şanlıurfa a la ruta entre Biredjik i Urfa (Şanlıurfa). El nom derivaria del que ja portava abans de l'islam i voldria dir "teixit" i referit a la fabricació de cadires de muntar activitat tradicional fins al segle xx. Es diu també que podria derivar de Serug (hebreu: שרוג, śərûḡ) besavi del profeta Abraham (Gènesi 11.20–23; Cròniques 1.26; Lluc 3.35). El 2007 la ciutat tenia 64.765 habitants i el districte 102.667.
Sota els romans l'emperador Constantí el Gran va posar la ciutat sota dependència d'Edessa (moderna Şanlıurfa). Al segle vi el bisbe siríac poeta i teòleg Jacob de Batnes va viure a la ciutat (va morir el 521). Va passar als omeies el 639, conquerida com la resta d'Al-Jazira per Iyad ibn Ghanm. Al segle x va passar als hamdànides, però posteriorment conquerida pels romans d'Orient. Al segle xi va estar en poder dels ortúquides i fou la capital de Sukman I fins que el 1098 fou ocupada per Balduí de Bouillon i els seus croats. Llavors era la seu d'un bisbat jacobita i va quedar integrada al comtat d'Edessa durant mig segle. L'ortúquida Najm al-Din Ilghazi I ibn Ortuk de Mardin va atacar la ciutat i també el governador turc de Mossul, Mawdud (després emir Kutb al-Din Mawdud), però fou finalment el seu pare Imad al-Din Zengi I qui la va ocupar el gener de 1145.
Al segle xiv Abu l-Fida la descriu ja en ruïnes probablement des de meitat del segle anterior amb els atacs mongols. Es va repoblar sota els otomans (des de 1517) i era un petit llogaret; a final del segle xix va esdevenir residència d'un caimacan. Al final de la I Guerra Mundial fou ocupada pels anglesos (1919) i pels francesos (1920). En la delimitació fronterera va quedar dins de Turquia, formant part de la província de Diyarbakır, sent cap d'un districte.